# 孝泉駅
孝泉駅（ヒョチョンえき）は、大韓民国光州広域市南区にある、韓国鉄道公社慶全線の駅である。

## 駅構造
- 島式ホーム2面4線の地上駅。

## 歴史
- 1930年12月25日：営業開始[1]。
- 2000年8月10日：慶全線ルート変更に伴い、当駅 - 南光州駅 - 光州駅間が廃止され、当駅 - 西光州駅 - 東松汀信号場間が営業開始[2]。

## 隣の駅
韓国鉄道公社
慶全線
和順駅 - (南平駅) - 孝泉駅 - 西光州駅